# チョトマテクダサイ!
| 専門評論家によるレビュー | 専門評論家によるレビュー |
| レビュー・スコア         | レビュー・スコア         |
| 出典                     | 評価                     |
| ------------------------ | ------------------------ |
| hotexpress（平賀哲雄）   | 肯定的                   |

「チョトマテクダサイ!」は、スマイレージのメジャー9枚目のシングル。2012年2月1日にアップフロントワークス（hachamaレーベル）から発売された。

## 概要
- メインボーカルは福田花音、竹内朱莉、田村芽実、和田彩花である。
- 前田憂佳卒業後、6人体制での初めてのシングル。
- 初回生産限定盤A・B・C・D、通常盤の5形態での発売。
- 初回生産限定盤A・B・CはCD＋DVD、初回生産限定盤D・通常盤はCDのみの商品構成。
- 初回生産限定盤のみ、イベント抽選シリアルナンバーカード封入。
- 初回生産限定盤A～Dと通常盤の5枚をセットにしたBOXセットも発売された。セットには発売記念チェキ会の参加券が付いていた。
- ゴールデンハーフが1971年に発表した「チョット・マッテ・クダサイ」のカバーではなく、同名異曲である。
- カップリング曲「涙GIRL」は、藤本美貴のアルバム『MIKI①』収録曲のカバー[2]。

## 収録曲
全作詞・作曲：つんく

### 通常盤
1. チョトマテクダサイ! [4:08]
  - 編曲：平田祥一郎
2. 涙GIRL [3:44]
  - 編曲：板垣祐介
3. チョトマテクダサイ!（Instrumental）

### 初回生産限定盤A・B・C
1. チョトマテクダサイ!
2. チャンス到来! [3:52]
  - 編曲：板垣祐介
3. チョトマテクダサイ!（Instrumental）

### 初回生産限定盤D
1. チョトマテクダサイ!
2. スマイレージシングルス 激アツリミックス [5:15]
  - リミックス：大久保薫
3. チョトマテクダサイ!（Instrumental）

### チェキ会参加券付スペシャルBOXセット
1. 初回生産限定盤A
2. 初回生産限定盤B
3. 初回生産限定盤C
4. 初回生産限定盤D
5. 通常盤

- オリジナル特製收納ボックス
- チェキ会参加券1枚

## 参加メンバー
- 1期：和田彩花、福田花音
- 2期：中西香菜、竹内朱莉、勝田里奈、田村芽実

## 参加ミュージシャン
チョトマテクダサイ!
- プログラミング：平田祥一郎
- ギター：鎌田こーじ
- コーラス：CHINO

涙GIRL
- プログラミング&ギター&ベース：板垣祐介
- ギター：鎌田こーじ
- コーラス：福田花音・竹内朱莉

チャンス到来!
- プログラミング&ギター：板垣祐介
- コーラス：福田花音・竹内朱莉・CHINO